# Militärflugplatz Borcea

i7
i11
i13
Die Baza Aeriană 86 Borcea ist ein Militärflugplatz der rumänischen Luftstreitkräfte, sechs Kilometer nördlich von Borcea und acht Kilometer nordwestlich von Fetești. Die nach dem rumänischen Fliegeroffizier Gheorghe Mociorniță (1919–1945) benannte Basis liegt im Kreis Călărași, zirka 40 Kilometer nordöstlich der Kreisstadt Călărași.
Sie dient den Luftstreitkräften insbes. als Kampfflugzeug-Stützpunkt. Hinzu kommt seit 2023 das European F-16 Training Centre.

## Geschichte
Ab 1997 wurde eine der damals dort stationierten MiG-21 auf die vertiefte Zusammenarbeit im NATO-Bündnis vorbereitet. In diesem Zusammenhang begann mit israelischer Unterstützung im Jahr 2000 die Umrüstung auf die modernisierte MiG-21 LanceR, auf der 2001 die Einsatzreife erreicht wurde.
Im Jahr 2016 wurde die Basis Stützpunkt von gebrauchten F-16AM/BM, die von Portugal erworben worden waren. Weitere ehemals norwegische Exemplare liefen ab 2023 zu.
Als Folge des Kriegs in der Ukraine operierten ab Frühjahr 2022 mit Unterbrechungen immer wieder Kontingente US-amerikanischer F/A-18 und F-16C, letztere aus Spangdahlem und Aviano, von Fetești aus.
Bei der Verabschiedung der letzten Mig-21 wurden am 15. Mai 2023 drei Maschinen des Typs zum 95. Luftstützpunkt in Bacău überflogen.
Im Hinblick auf die geplante europäische F-16-Ausbildungseinrichtung verlegten Anfang November 2023 die ersten der niederländischen „Fighting Falcons“ auf die rumänische Basis, die zwei Jahre später an die rumänische Luftwaffe übertragen wurden. Am 14. November 2023 wurde offiziell die Eröffnung des Europäischen F-16 Trainingszentrums und der Beginn der Ausbildung von ukrainischen Piloten bekannt gegeben. Nach Schätzungen wird die Dauer des Trainings mindestens sechs Monate dauern. Wenige Wochen später trafen auch die ersten ehemaligen norwegischen F-16, die Rumänien für die eigenen Streitkräfte gebraucht erworben hat, im Land ein.

## Heutige Nutzung
Der rumänischen Baza 86 Aeriana untersteht (Stand 2023) eine fliegende Staffel
- Escadrila 53 Vanatoare, Jagdstaffel, ausgerüstet mit F-16AM/BM

Die USAFE nutzt den Militärflugplatz auch für temporäre Detachements, insbesondere von F-16s.
Darüber hinaus dient der Flugplatz seit 2023 als Ausbildungsstützpunkt zukünftiger F-16-Piloten, auch solche der Ukraine, beim European F-16 Training Centre.